# Mărcușa
Mărcușa:
- Mărcușa (maghiară Kézdimárkosfalva, Márkosfalva), Kézdiszék (sau Kézd), un sat în, în Depresiunea Târgu Secuiesc (maghiară Felső-Háromszéki-medence), partea de central-estică a județului Covasna

Râu
- Râul Mărcușa, unul din brațele care formează râului Cernat